# چیترن
چیترن (به انگلیسی: Chitterne) یک روستا و محله مدنی در بریتانیا است که در ویلتشر واقع شده‌است. چیترن ۳۰۷ نفر جمعیت دارد.